# アーネスト・ジョンソン
アーネスト・ジョンソン（Ernest Leonard Johnson、生年不明 - 1977年）は南アフリカの天文学者である。
ジョンソンはユニオン天文台の職員だったが、1956年に退職した。
18個の小惑星を発見し、周期彗星ジョンソン彗星などの彗星を数個発見した。